# Красный дипломат. Страницы жизни Леонида Красина
«Красный дипломат. Страницы жизни Леонида Красина» — советский художественный фильм 1971 года, снятый на киностудии «Ленфильм» в чёрно-белом изображении.

## В ролях
- Виктор Бурхарт — Леонид Красин (озвучивает Иннокентий Смоктуновский)
- Георгий Кавтарадзе — Авель Енукидзе
- Олег Хабалов — Камо
- Донатас Банионис — Савва Морозов
- Ия Саввина — Вера Комиссаржевская
- Тамара Уржумова — Любовь Васильевна Красина
- Ирина Куберская — Наташа
- Лидия Штыкан — мать Саввы Морозова
- Константин Адашевский — министр юстиции
- Дмитрий Бессонов — директор электротехнической фирмы
- Григорий Гай — Валерьян Христофорович
- Афанасий Кочетков — Максим Горький
- Владимир Рецептер — Герман Фёдорович
- Виктор Чекмарёв — Панов, следователь
- Резо Эсадзе — хозяин художественного салона
- Антонина Шуранова — Тамара Миклашевская
- Людмила Безуглая — Маша, сиделка Красина
- Алексей Баталов — Александр Фёдорович Онегин
- Сергей Карнович-Валуа — член английского правительства
- Лев Лемке — Михаил Григорьевич, секретарь Красина
- Владимир Эренберг — доктор

## Съёмочная группа
- Режиссёр: Семен Аранович
- Автор сценария: Борис Добродеев
- Оператор: Генрих Маранджян
- Художники-постановщики: Исаак Каплан, Белла Маневич-Каплан
- Композитор: Олег Каравайчук
- Звукорежиссёр: Константин Лашков